# روسپورت
روسپورت (به لوکزامبورگی: Rouspert) یک شهرداری در استان اشترناخ کشور لوکزامبورگ است که ۲۹٫۴۹ کیلومترمربع مساحت دارد و جمعیت آن در سال ۲۰۰۹ میلادی ۱۸۵۱ نفر بوده‌است.